# Ratpenat de Morris
El ratpenat de Morris (Myotis morrisi) és una espècie de ratpenat de la família dels vespertiliònids. Viu a Etiòpia, Nigèria i, probablement, altres països situats entre aquests dos, tot i que encara no s'hi ha observat cap exemplar. El seu hàbitat natural són les sabanes, ja siguin seques o humides. Es desconeix si hi ha cap amenaça significativa per a la supervivència d'aquesta espècie.